# Gulkewitschi
Gulkewitschi (russisch Гулькевичи) ist eine Stadt mit 35.244 Einwohnern (Stand 14. Oktober 2010) in der Region Krasnodar im südlichen Russland.

## Lage
Gulkewitschi befindet sich im Kaukasusvorland im östlichen Teil der Region Krasnodar, etwa 150 km von deren Hauptstadt Krasnodar entfernt. Es liegt nahe dem linken Ufer des Flusses Kuban. Die nächstgelegene Stadt ist das 20 km nordwestlich von Gulkewitschi liegende Kropotkin.

## Geschichte
Als Gründungsjahr der Stadt gilt 1875, als die Eisenbahnstrecke von Rostow am Don nach Wladikawkas eröffnet wurde, an der Gulkewitschi zunächst als Stationssiedlung angelegt wurde. Der Ortsname wurde nach dem Familiennamen des damaligen lokalen Grundbesitzers Nikolai Gulkewitsch gewählt. Trotz Eisenbahnanschluss war die Siedlung aber noch bis in die 1920er-Jahre ein armes und rückständiges Dorf. Als im Zuge der Industrialisierung der Sowjetunion auch hier mehrere Fabriken errichtet wurden, wurde Gulkewitschi als Arbeitersiedlung ausgebaut. 1961 erhielt es den Stadtstatus.

### Bevölkerungsentwicklung
| Jahr | Einwohner |
| ---- | --------- |
| 1939 | 8.247     |
| 1959 | 20.280    |
| 1970 | 22.052    |
| 1979 | 27.290    |
| 1989 | 31.668    |
| 2002 | 35.141    |
| 2010 | 35.244    |

Anmerkung: Volkszählungsdaten

## Wirtschaft und Infrastruktur
Gulkewitschi liegt nahe der Fernstraße M29 und an einer wichtigen südrussischen Eisenbahnstrecke. Obwohl der Rajon Gulkewitschi, wie auch weite Teile der Region Krasnodar, landwirtschaftlich geprägt sind, existieren in der Stadt mehrere Industriebetriebe, darunter zwei Stahlbetonfabriken, ein Baustoffwerk sowie Nahrungsmittelbetriebe.

## Söhne und Töchter der Stadt
- Leonid Nasarenko (* 1955), ehemaliger sowjetischer Fußballspieler